# 天津地鐵2號線列車
天津地鐵2號線列車是天津地铁的电动车组车款之一，在2号线运营。

## 简介

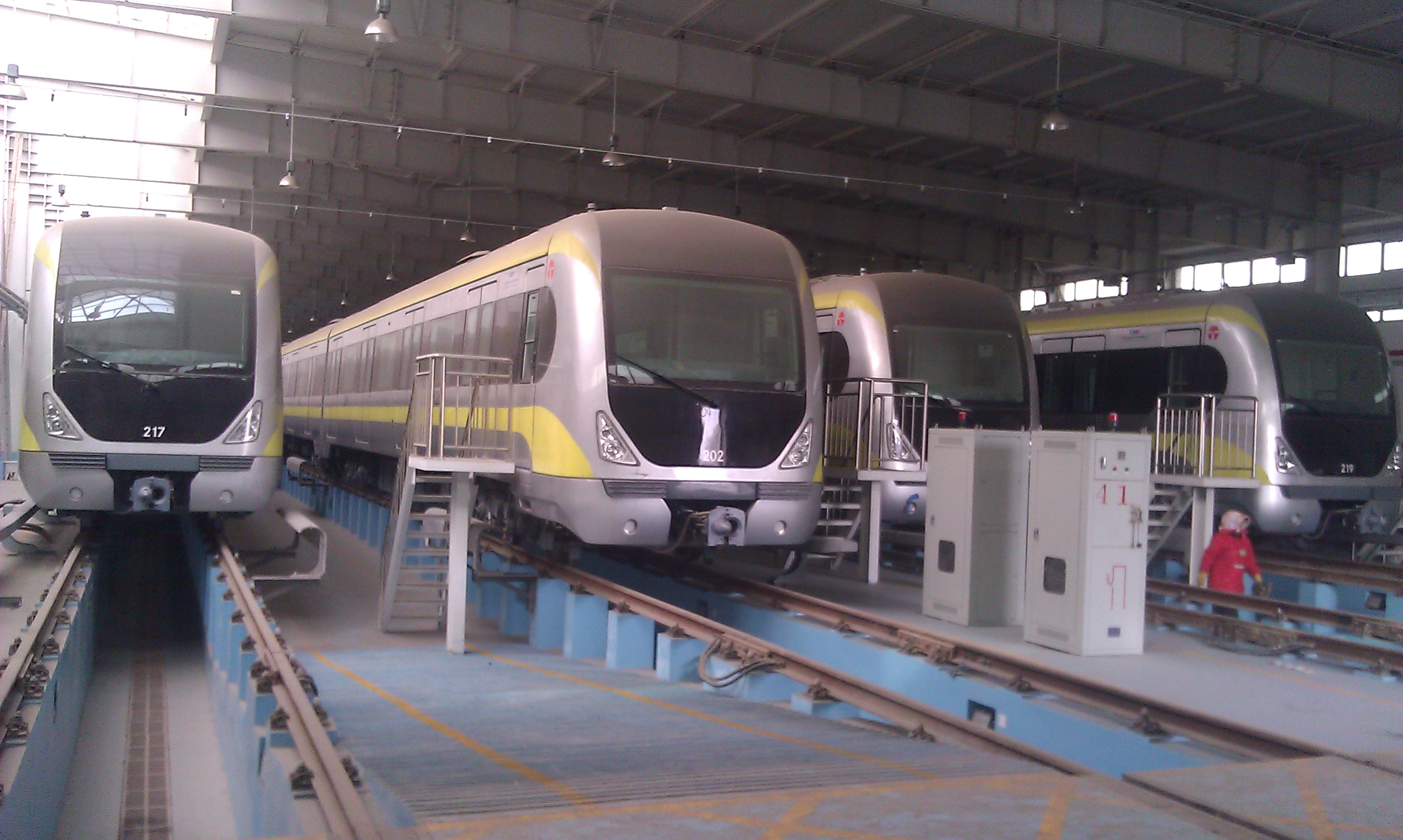
停于曹庄停车场的天津地铁2号线列车
（2012年2月）

該型號列車由大連機車車輛有限公司製造，為標準B1型列車，採用第三軌下部受流（一号线為第三軌上部受流），與天津其他地鐵車型一样車門都為电动塞拉门，车辆编组方式为三动三拖。车辆外形美观、大方。车体采用轻量化不锈钢材料，表面为银灰色和黄色涂装。
初期采购23列138辆（201～223号车），由中国北车集团大连机车车辆有限公司研制。之后增购4列24辆（224～227号车）。

## 車廂內部
每車门旁都配有1个灭火器，一节车厢共配有4个，且灭火器配在了車门的右下方，如遇火情，方便乘客取用。此外，每个门框上装置的安全锤和紧急锁也是一大亮点，如遇紧急情况，乘客击碎面罩，旋转手柄，手动开门。座椅满足人体工程学要求，靠背的弧度完美贴合人体，车座下面的供暖系統可随时调節温度，由于设置較靠后，避免烫伤乘客腿部。每列设置的2个残疾人乘坐区，更加体现了列车人性化的设计理念，特别是车辆所选用的材料、部件的防火、耐火、防烟和防毒要求，均达到国外相应等级标准，主要部件、设备安装和内部装饰采用模块化、集成化，方便检修和更换。2号线每节车厢内还安装了统一数量的17英寸液晶显示屏，通过无线网络可接收多频道的电视节目。

## 编组
|                 | 天津地铁2号线车辆编组 |  |
|                 |                       |  |
| +Tc-M*M-T*M-Tc+ |                       |  |

其中，Tc为带司机室的拖车，T为不带司机室的拖车，M为动车，+为自动车钩，-为半永久棒式车钩，*为半自动车钩。

## 图集

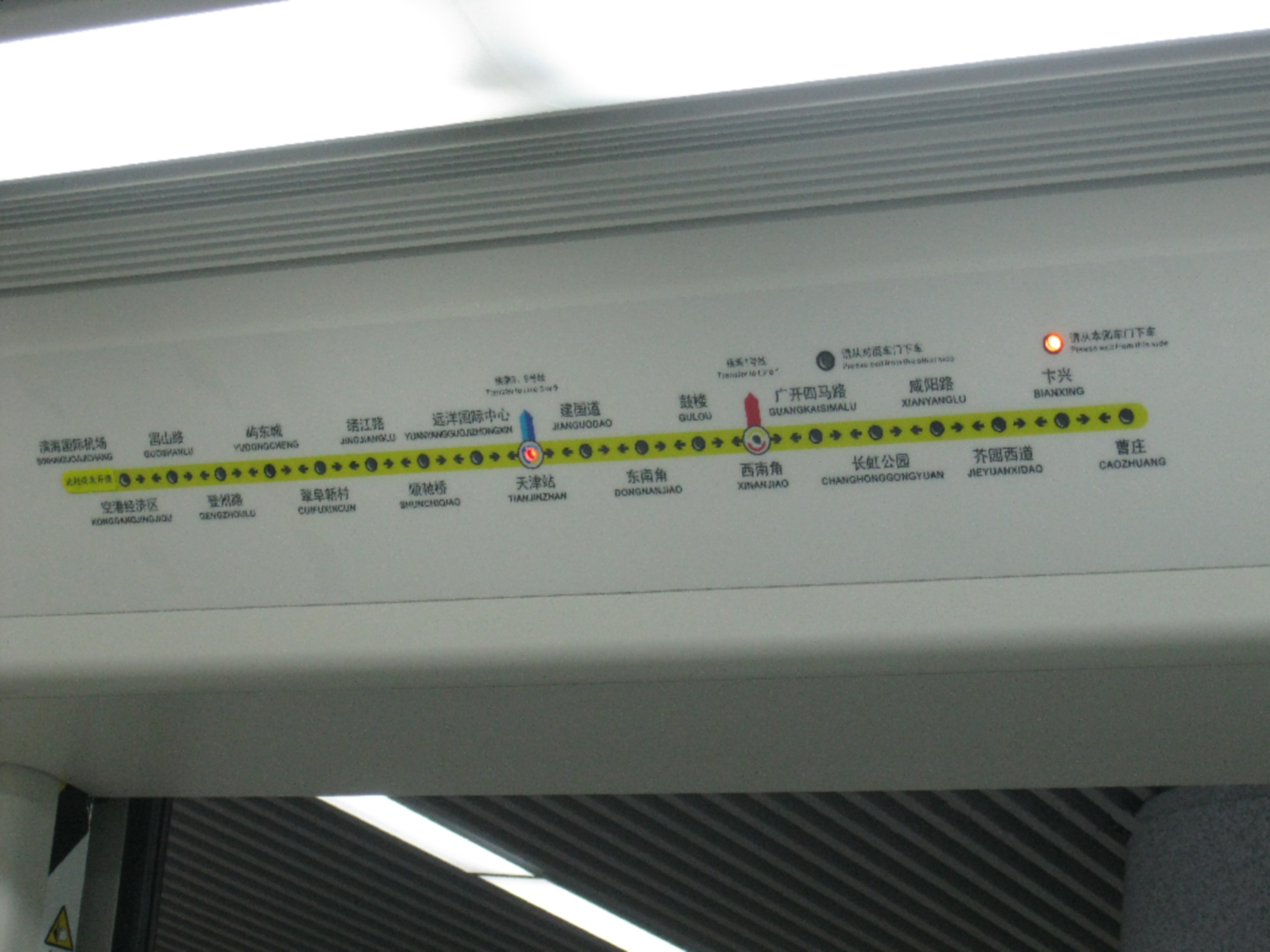
閃燈線路圖
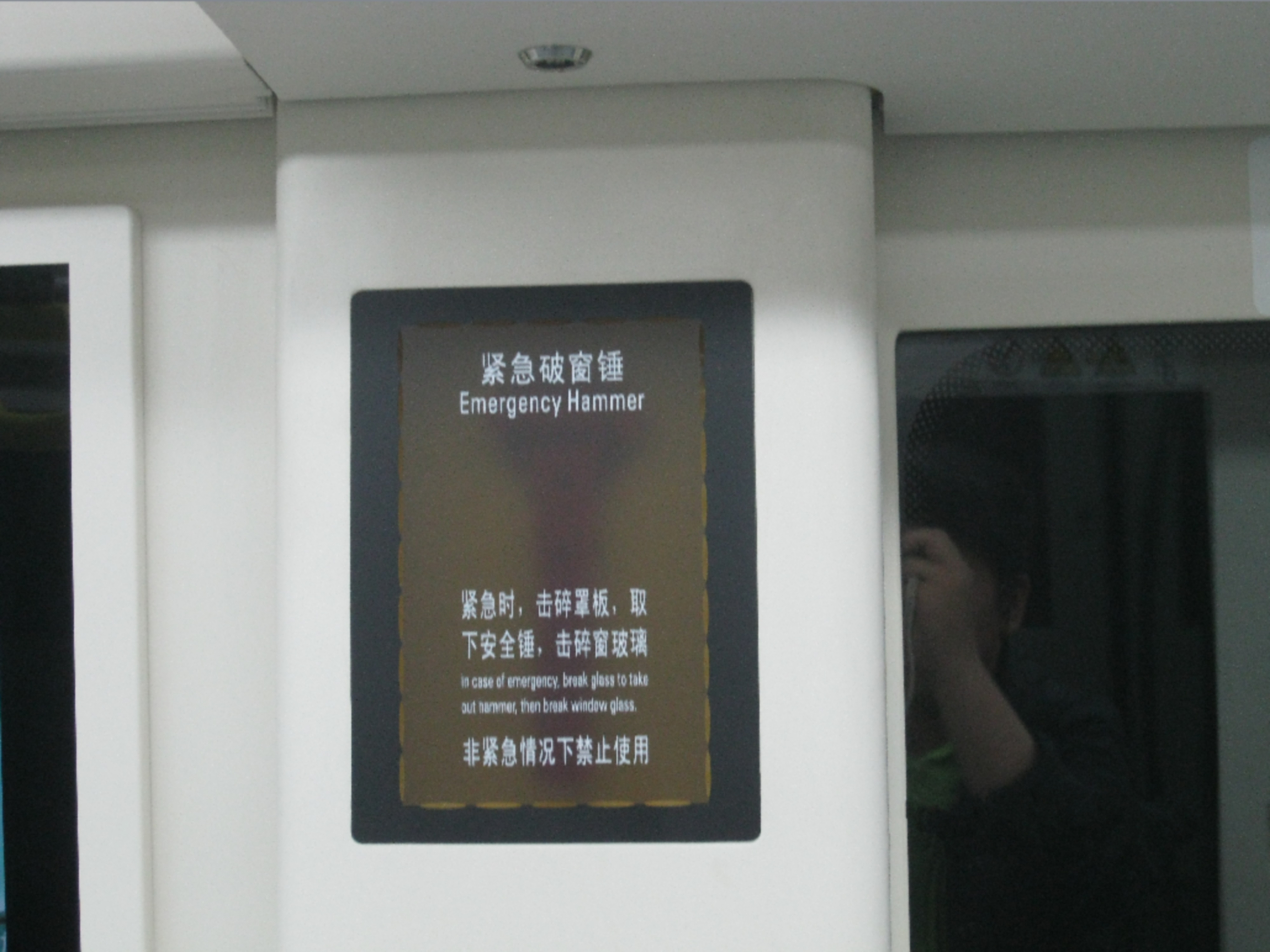
緊急破窗錘
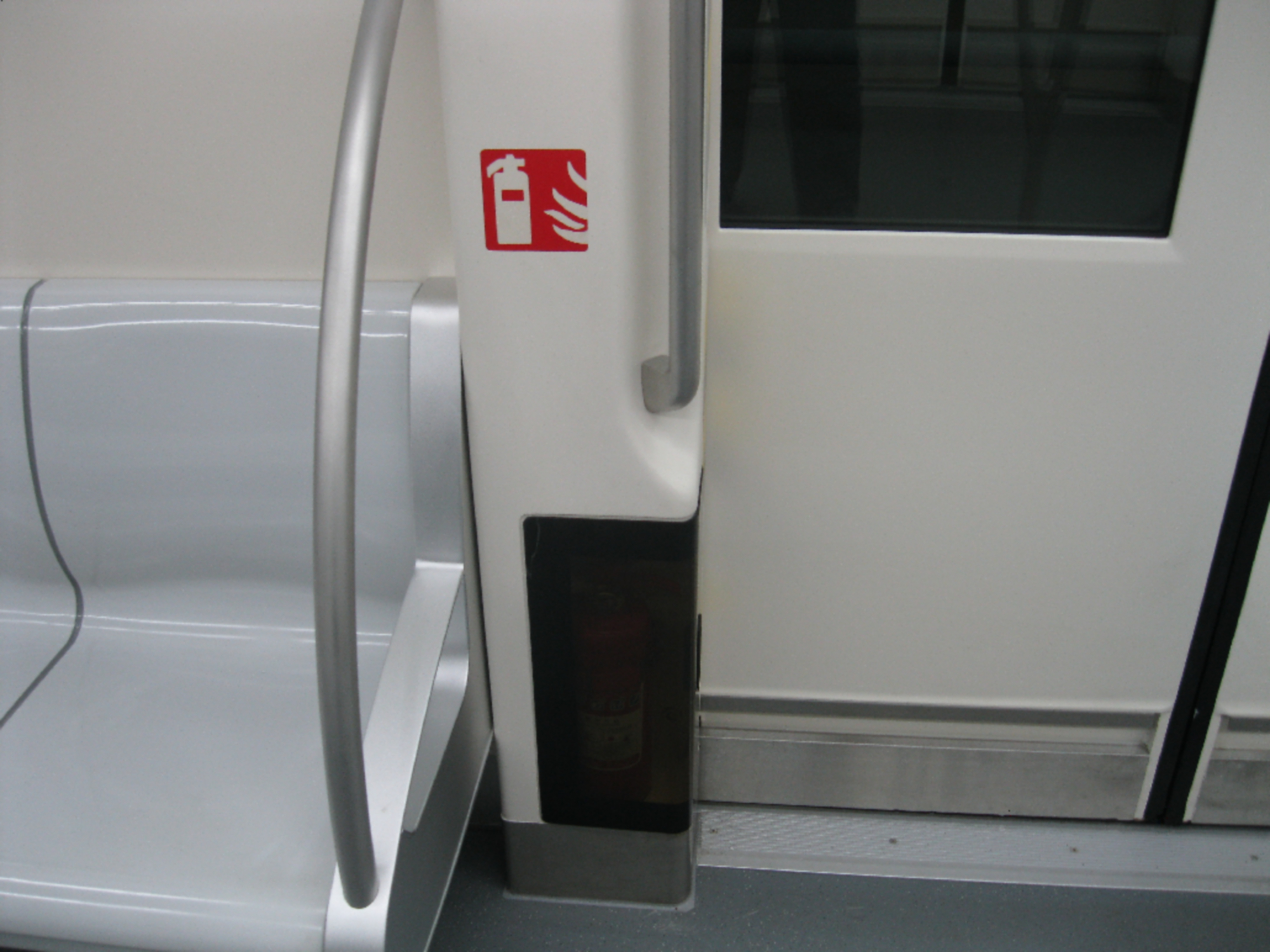
內藏式滅火器
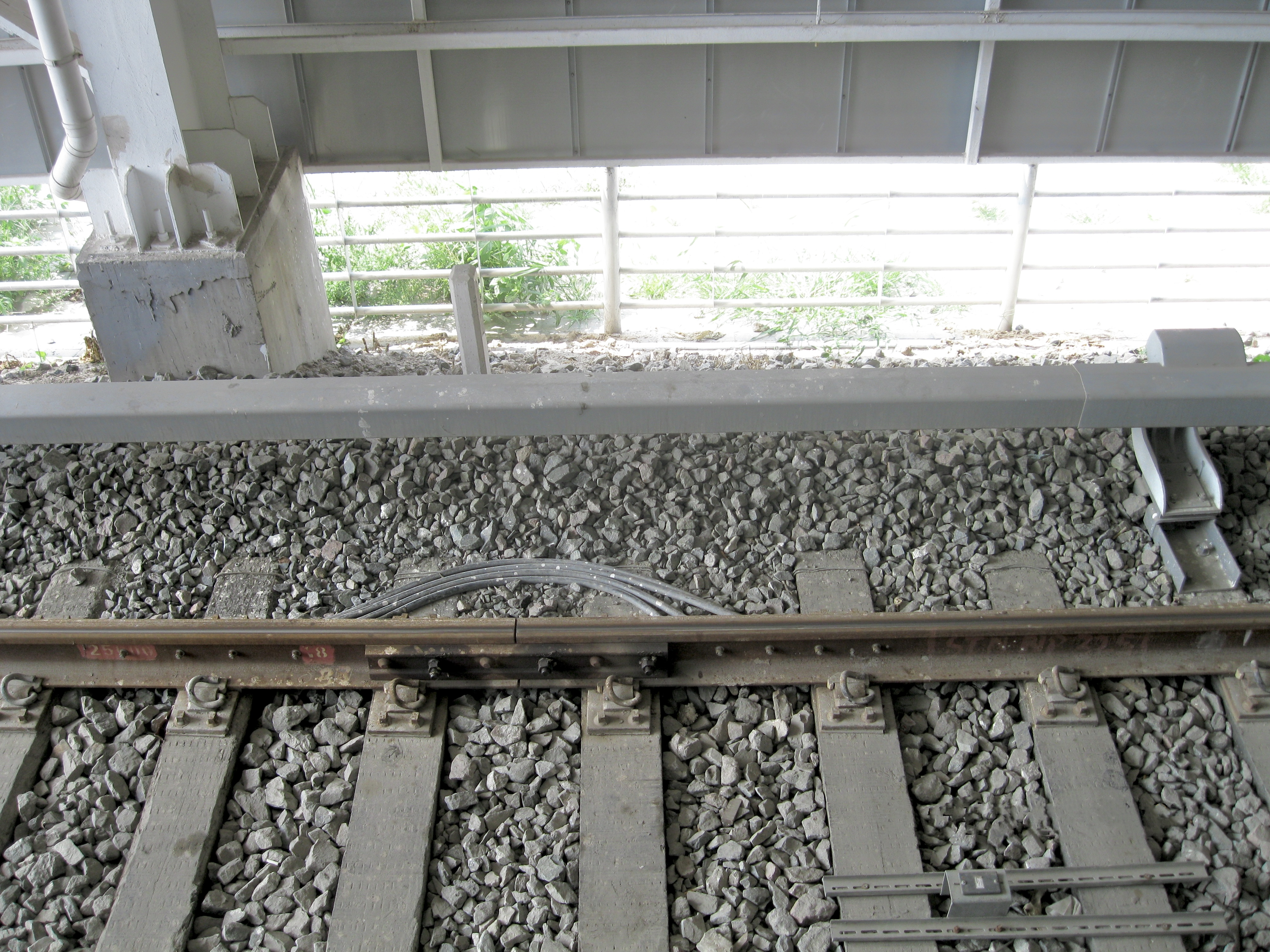
第三軌
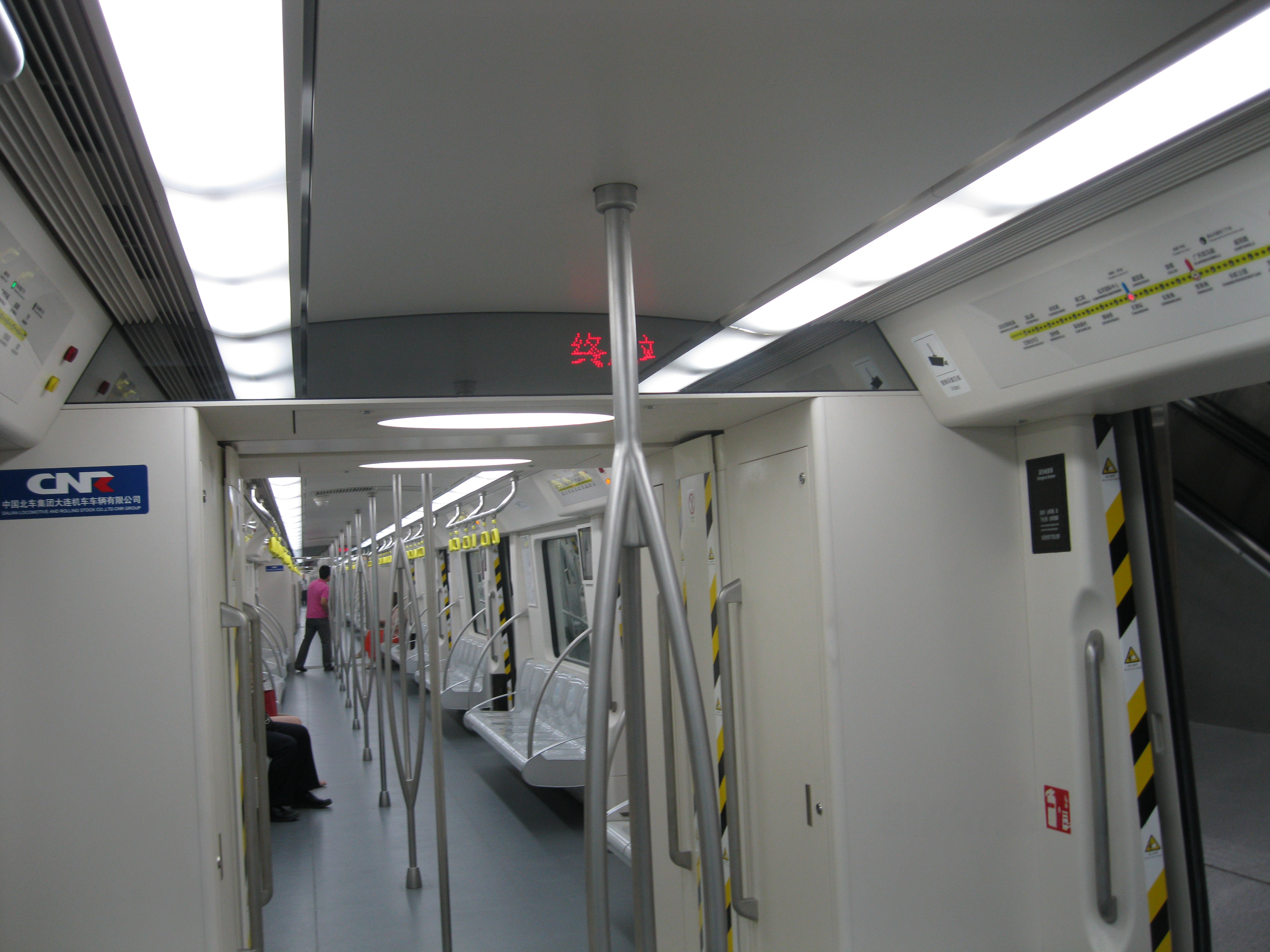
車廂內部